# Schenk von Glattburg
Die Schenk von Glattburg waren ein niederadliges Geschlecht im Dienste des Abtes von St. Gallen. Sie waren ab Ende des 13. Jahrhunderts ein selbstständiger Zweig der Schenken von Landegg, die sich ihrerseits auf die ab 1166/67 genannten Herren von Glattburg zurückführen lassen.
Der Name Glattburg tritt mit den Brüdern Konrad und Lütold sowie deren Onkel Lütold, Domherr von Konstanz, erstmals 1265 auf, anlässlich ihres Vergleichs mit dem Kloster Magdenau um Güter zu Ganterschwil, in der Mühlau  und Kenzenau . Diese hatte ihr Onkel väterlicherseits bzw. sein Bruder Heinrich Schenk von Landegg nach der Stiftung dem Kloster übertragen. Der ab 1241 belegte Heinrich – er ist der erste bekannte von Landegg und bewegte sich oft im Umfeld der Kyburger – war schon bei der Stiftung Magdenaus 1244 erster Zeuge, stand also wohl in einem engen verwandtschaftlichen Verhältnis zum Stifter Rudolf Giel von Glattburg. Vielleicht waren Konrad und Lütold Söhne aus einer ersten Ehe Rudolfs, was ihren Erbanspruch wie auch ihre einmalige Benennung nach Glattburg erklären würde. Nach der Beilegung des Erbschaftsstreits waren die beiden als Schenken von Landegg oft Zeugen für den Abt und vereinzelt auch für die Grafen von Toggenburg. Gut dreissig Jahre später, wohl nach dem Erwerb der Schenken-Glattburg an der Thur, übergab Lütold – wieder als Glattburg – 1297 dem Abt verpfändete Einkünfte zu Scheftenau , Wil und Wittenbach, um sie als Leibgeding wieder zu empfangen. Es ist vielleicht kein Zufall, dass in dieser Zeit die Gielen von Glattburg auf die Burgen Helfenberg und Liebenberg  übersiedelt waren.
Lütolds Nachkommen waren nicht sehr erfolgreich. Seine Söhne Rudolf und Johannes sind nur 1321 bei der Aufgabe eines Eigenmannes an den Abt belegt. Um 1340 fiel die Schenken-Glattburg an die Hauptlinie, das heisst an die Nachfahren des obgannten Konrad. Letztmals erwähnt wird der Zweig 1373 mit Elisabeth, wahrscheinlich einer Tochter Rudolfs, die als Ehefrau eines Wiler Bürgers in finanzieller Not einen Eigenmann an den Abt veräusserte.